# Воллес (Флорида)
Воллес (англ. Wallace) — переписна місцевість (CDP) в США, в окрузі Санта-Роза штату Флорида. Населення — 3868 осіб (2020).

## Географія
Воллес розташований за координатами 30°40′16″ пн. ш. 87°12′18″ зх. д. / 30.67111° пн. ш. 87.20500° зх. д. (30.671048, -87.205044).  За даними Бюро перепису населення США в 2010 році переписна місцевість мала площу 30,43 км², з яких 30,34 км² — суходіл та 0,09 км² — водойми.

## Демографія
Згідно з переписом 2010 року, у переписній місцевості мешкало 1785 осіб у 642 домогосподарствах у складі 510 родин. Густота населення становила 59 осіб/км².  Було 690 помешкань (23/км²).
Расовий склад населення:
| - 93,9 % — білих - 1,4 % — корінних американців - 1,4 % — чорних або афроамериканців - 1,0 % — азіатів - 0,2 % — вихідців з тихоокеанських островів |

До двох чи більше рас належало 2,0 %. Частка іспаномовних становила 1,3 % від усіх жителів.
За віковим діапазоном населення розподілялося таким чином: 24,0 % — особи молодші 18 років, 63,7 % — особи у віці 18—64 років, 12,3 % — особи у віці 65 років та старші. Медіана віку мешканця становила 42,2 року. На 100 осіб жіночої статі у переписній місцевості припадало 99,9 чоловіків;  на 100 жінок у віці від 18 років та старших — 101,5 чоловіків також старших 18 років.
Середній дохід на одне домашнє господарство  становив 74 647 доларів США (медіана — 70 645), а середній дохід на одну сім'ю — 82 283 долари (медіана — 85 395). За межею бідності перебувало 17,4 % осіб, у тому числі 0,0 % дітей у віці до 18 років та 34,5 % осіб у віці 65 років та старших.
Цивільне працевлаштоване населення становило 732 особи. Основні галузі зайнятості: освіта, охорона здоров'я та соціальна допомога — 42,3 %, виробництво — 10,5 %, роздрібна торгівля — 10,2 %.